# アノラック (スラング)
アノラック（Anorak /[ˈænəræk]）は、イギリスの俗語で、ニッチなテーマに対する非常に強い関心、おそらく強迫観念に近いものを持っている人を指す。この関心は、一般人には認識されていないか、理解されていない可能性がある。この用語は、厳密には異なるニッチな人々を指しているが、「ギーク」または「ナード」、あるいは日本語の「おたく」と同義で使用されることがある。

## 語源
熱狂的なファンを表すために、この用語を最初に使用したのは、ラジオ司会者のアンディ・アーチャーであるとされている。彼は1970年代初頭に、ラジオ船を訪問するためにボートをチャーターして海に出ていたオフショア・ラジオ（イギリスの海賊ラジオ）のファンに対してこの用語を使用した。
1983年に、海賊ラジオ放送についてのニュースを特集した『Anoraks UK Weekly Report』の初版が発行された。1984年、「オブザーバー」紙は、詳細なトリビアに興味を持つ典型的なグループであるトレインスポッター（鉄道オタク）の換喩としてこの用語を使用した。このグループのメンバーが、駅のホームや線路沿いで何時間も立っているときや、線路を確認して通過する列車の詳細を書き留めているときに、流行ではないが暖かいカグールや、「アノラック」と呼ばれるパーカーをよく着ていたからである。